# Dyreborg
Dyreborg ist ein kleiner Ort mit weniger als 200 Einwohnern an der Südküste der Insel Fünen, Dänemark, etwa sieben Kilometer südwestlich von Fåborg gelegen. Der Ort, der zur Faaborg-Midtfyn Kommune gehört, verfügt über einen kleinen Yachthafen. 